# Tregar
Tregar é uma empresa da Argentina que fabrica lacticínios, constituída na década de 1940 na Santa Fé. Desde sua criação, pertence à família fundadora.
A Tregar tem duas fábricas na província do Santa Fe: a principal, no Gobernador Crespo, e outra em Calchaquí.
Processa aproximadamente 250 milhões de litros de leite por ano, de 320 pequenos produtores, para produzir iogurte, queijos, doce de leite, e outros lacticínios. Também produze e comercializa leite fluido. Exporta 30% da sua produção, principalmente ao Brasil, Rússia, Argélia, Chile, Ásia, é também a África Ocidental.

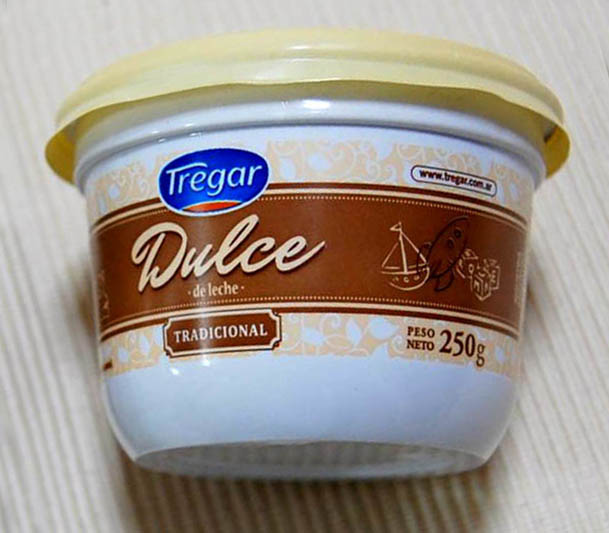
Doce de Leite Tregar

No 2019 foi premiada com o Prêmio AlimentAR, por seus logros no aumento das exportações.

## História
Na década de 1940, a empresa foi criada na província argentina de Santa Fé pelos dois imigrantes espanhóis, Dono Cipriano García e Dona Hortensia de Simón. Nos primeiros anos, eles apenas fizeram a ordenha das vacas. Nos primeiros anos, eles apenas produziam leite, mas logo começaram a produção de queijos artesanais. Seus filhos continuaram a desenvolver o negócio, que se converteu na Compañía García Hermanos. No século XXI a Tregar beneficiou da crise de SanCor, uma importante cooperativa argentina.
No 2004 lançou a sua linha de iogurtes, e em 2013 os leites fluidos longa vida.

## Produtos

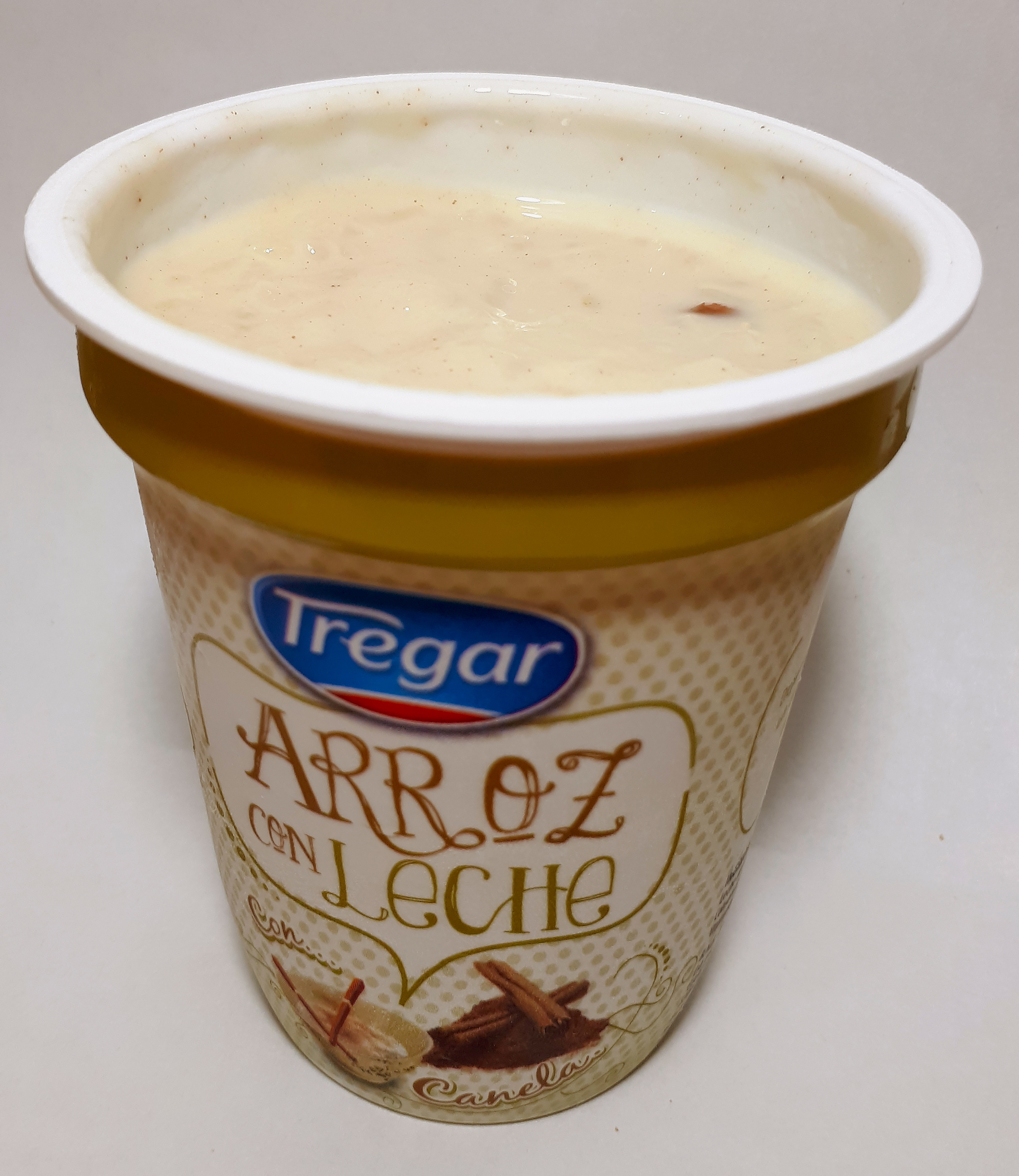
Arroz-doce com canela

### Iogurtes
| - Iogurte integral batido (Morango, Doce de leite, Baunilha) - Iogurte batido bajas calorías (Morango, Baunilha) - Iogurte integral com frutas (Mirtilos, Abacaxi, Morango, Pêssego, Manga e Maracujá) |  | - Iogurte desnatado com frutas (Mirtilos, Morango, Pêssego) - Iogurte com flocos de milho, integral e desnatado |  | - Iogurte integral bebible (Morango, Baunilha) - Iogurte desnatado bebible (Morango, Baunilha) |

### Doce de leite
- Clássico
- Repostero (para doçaria)

### Leites UHT - longa vida
- Inteiro
- Semidesnatado
- Semidesnatado, reduzido em lactose
- Leite achocolatado
- Infantil - Saborizado (Morango, Doce de leite, Baunilha)

### Queijos
| - Reggianito - Criollo - Pategrás - Holanda - Mascarpone |  | - Mozzarella - Danbo - Queijo Cremoso - Port Salut |  | - Fontina - Azul - Brie - Queixo creme para barrar - Queijo para barrar saborizado (Azul, Presunto, Salame, Cheddar) |

### Outros lacticínios
- Arroz-doce (Clássico, e com sabor: Canela, Doce de Leite, Chocolate, Light)
- Creme de leite
- Creme chantili
- Ricotta